# بيير دوكس
بيير دوكس (بالفرنسية: Pierre Dux)‏ (1908 - 1990)، هو ممثل فرنسي، ولد في 21 أكتوبر 1908 بباريس في فرنسا، وتوفي بنفس المكان في 1 ديسمبر 1990.

## أعمال

### أفلام
- (1947) السيد فينسنت
- (1969) زد

## وصلات خارجية
- بيير دوكس على موقع IMDb (الإنجليزية)
- بيير دوكس على موقع ألو سيني (الفرنسية)
- بيير دوكس على موقع ميوزك برينز (الإنجليزية)
- بيير دوكس على موقع أول موفي (الإنجليزية)
- بيير دوكس على موقع قاعدة بيانات الأفلام السويدية (السويدية)
- بيير دوكس على موقع ديسكوغز (الإنجليزية)
- بيير دوكس على موقع قاعدة بيانات الفيلم (الإنجليزية)
- بيير دوكس على موقع كينوبويسك (الروسية)